# Palmmossa
Palmmossa (Climacium dendroides) är en mossa i divisionen bladmossor. Den växer på fuktig mark, till exempel på strandängar, vid kärr och i sumpskogar. Mossan är gulgrön och kännetecknas av sina trädlikt förgrenade skott och av att den har en underjordisk krypande stam. Denna underjordiska stam hjälper mossan att sprida sig genom att nya skott kan växa upp från den. Sporhus är sällsynta.
Det är Gästriklands landskapsmossa.

## Bildgalleri

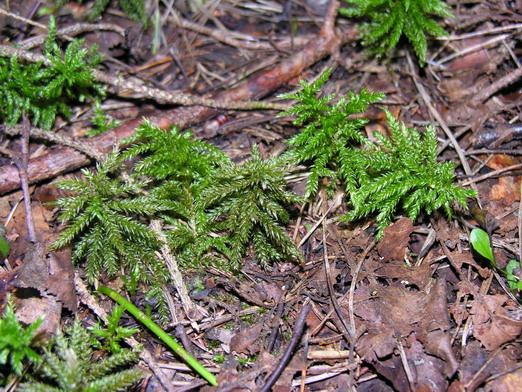
Växtmiljö.
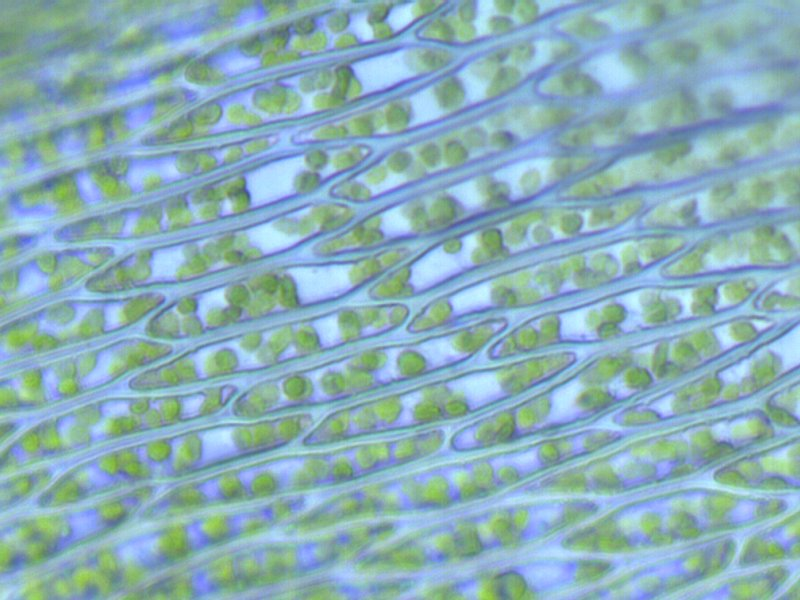
Celler i förstoring.
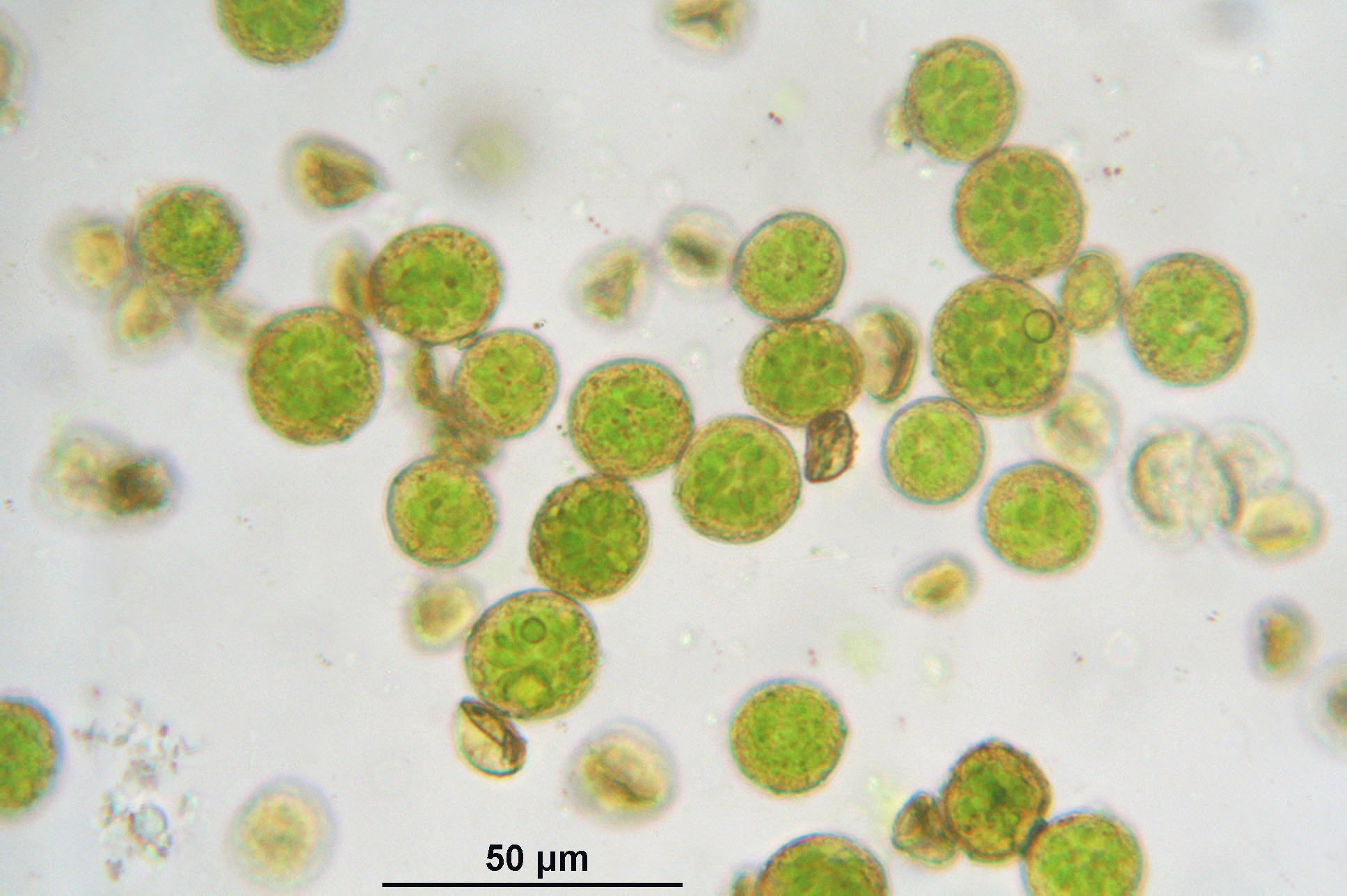
Sporer från palmmossa.